# Pelodytes punctatus
Pélodyte ponctué, Crapaud persillé
Espèce
Synonymes
- Rana punctata Daudin, 1802
- Rana plicata Daudin, 1802

Statut de conservation UICN

 LC  : Préoccupation mineure
Le Pélodyte ponctué, Pelodytes punctatus, est une espèce d'amphibiens de la famille des Pelodytidae. Il porte aussi le nom vernaculaire de Crapaud persillé.

## Description

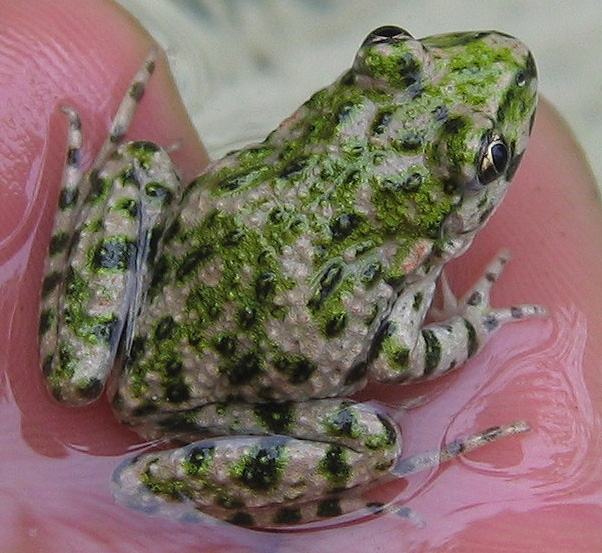
Fig. 2 Pelodytes punctatus, le bien nommé Crapaud persillé

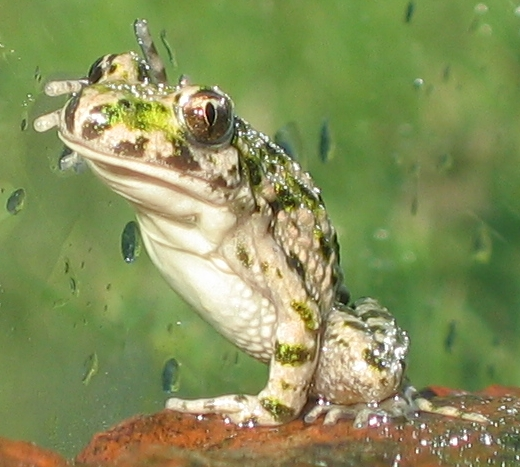
Fig. 3 Pelodytes punctatus, vue de la face ventrale blanche

Ce sont des animaux de petite taille : 35 mm pour les mâles, et 45 mm pour les femelles, de la tête au cloaque.
Le pélodyte ponctué est d'aspect élancé, pincé à la taille,. Le corps est svelte comme celui des Ranidae (grenouilles brunes et grenouilles vertes), mais pourvu de verrues telles celles des Bufonidae (crapauds). Un caractère facile à repérer est la pupille verticale . Le gros  museau arrondi  (vu de profil) de ce petit anoure est aussi typique (fig. 1). Il ne possède pas de glandes parotoïdes  distinctes en arrière des yeux, mais une étroite bande glandulaire se prolongeant par une rangée de verrues. Celles-ci forment le repli latéro-dorsal, bien marqué jusqu'à l'aisselle puis s'estompant ou se prolongeant de manière discontinue vers l'arrière.
La peau est de couleur variable, allant du vert olive clair au brunâtre, moucheté de taches vertes dessinant parfois un X dans la partie antérieure. Le pélodyte a non seulement le dos persillé de vert mais de plus, il sent souvent l'ail. Cette odeur provient de ses sécrétions venimeuses et irritantes. La peau du ventre est blanche.
Le mâle reproducteur est pourvu de callosités nuptiales brun foncé sur les deux premiers doigts, le bras, l'avant-bras et la poitrine. Il possède aussi un sac vocal interne, avec une gorge bleue à violacée.
Le chant émis par le mâle est également caractéristique et difficile à confondre avec celui d'une autre espèce, en effet il est similaire au son produit par l'entrechoquement répété de deux boules de pétanques l'une contre l'autre.

## Distribution et habitat

### Répartition

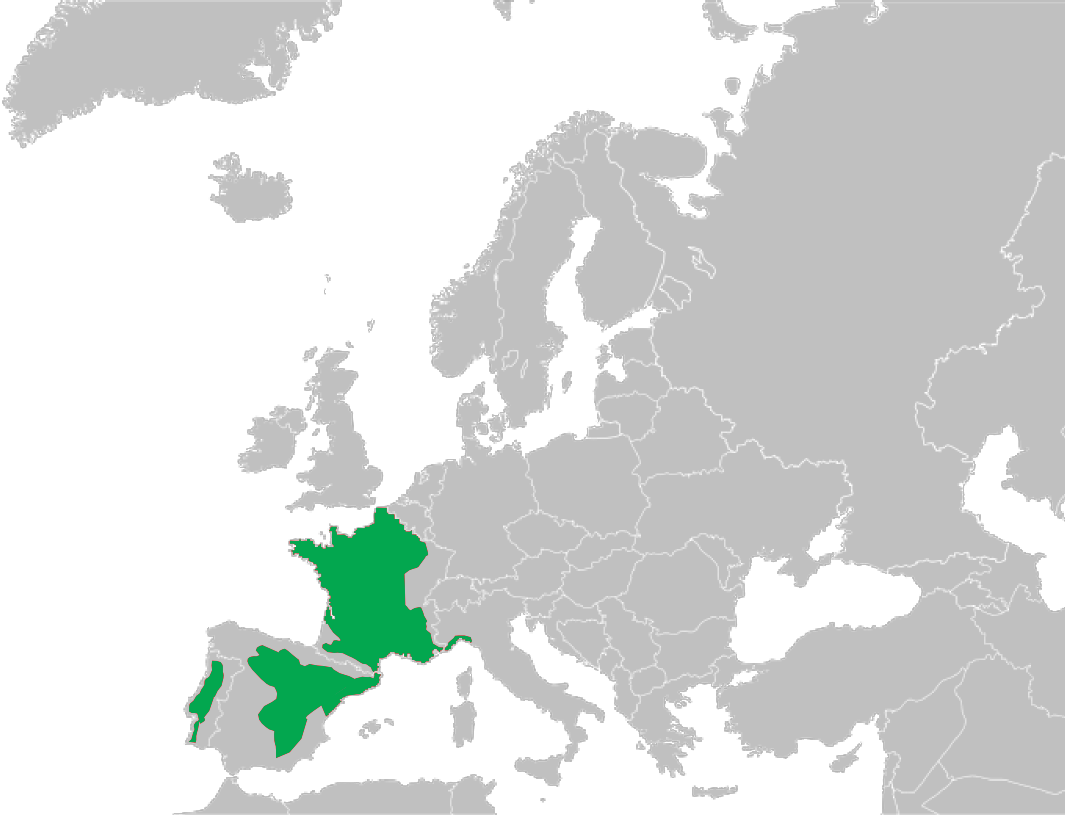
Répartition

Cette espèce est endémique de l'Ouest de l'Europe. Elle se rencontre jusqu'à 1 630 m d'altitude, :
- en France à l'exception du Nord-Est et de la partie centrale de l'Aquitaine ;
- dans les régions côtières du Nord-Ouest de l'Italie ;
- dans l'ouest du Portugal ;
- dans une grande moitié Est de l'Espagne.

En France, le pélodyte ponctué est un méridional qui n'est abondant qu'en région méditerranéenne et sur le littoral atlantique (comme la Charente-Maritime et la Gironde) ou dans des régions d'étangs comme la Brenne. Ailleurs, le pélodyte ponctué est rare. Il est en déclin dans le Nord-Pas-de-Calais et en Poitou-Charentes.

### Habitat
Le Pélodyte ponctué est présent du niveau de la mer jusqu'à 1 200 m dans le Massif central et 1 600 m dans les Alpes et les Pyrénées.
Les Pélodytes sont assez éclectiques dans le choix de leur habitat. On peut les trouver aussi bien dans des zones boisées que dans les terres cultivées, et même dans des terrains secs à partir du moment où celui-ci est pourvu de cachettes, ou que le terrain est assez meuble pour être creusé.
Dans les régions littorales et dans les Causses, le Pélodyte fréquente les formations très ouvertes : éboulis, plages de graviers ou de sable, zones de carrières avec des mares temporaires.
Bon grimpeur, on peut même le trouver au sommet de petits arbrisseaux. Le pélodyte ponctué colonise également les milieux modifiés par l'Homme : terrains labourés, vignobles, jardins, vieux murs, carrières...
Les habitats de reproductions sont très variés, avec une préférence pour les points d'eau temporaire (mais inondés suffisamment longtemps), bien ensoleillés, végétalisés et pauvres en poissons : pannes dunaires, les lavognes, les mares de garrigue, les fossés et ornières inondées, les bras mort de rivière, plus rarement les étangs ou les marais.
Les têtards vivent surtout sur le fond des eaux pourvues d'une abondante végétation subaquatique.

## Mode de vie

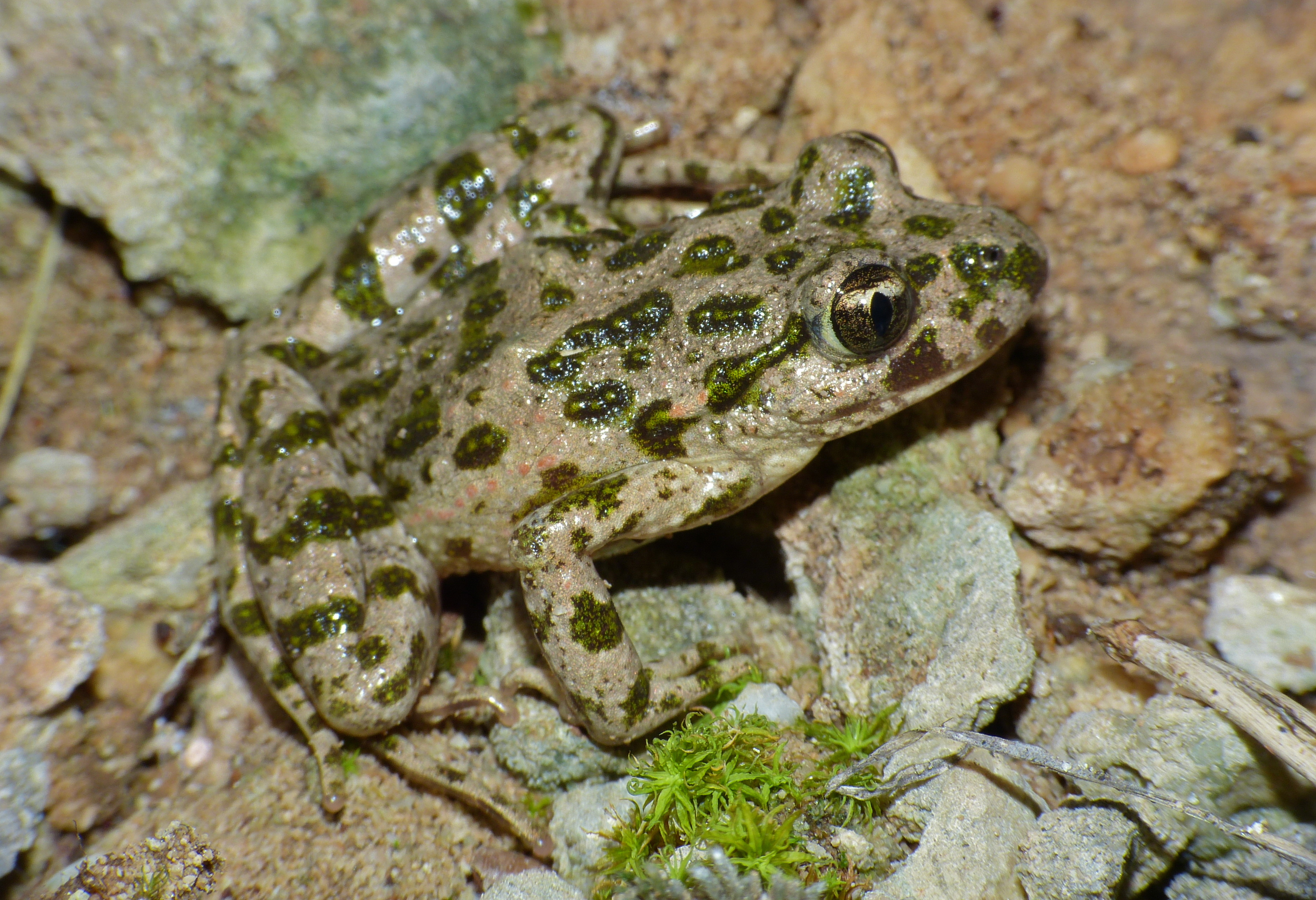
Pélodyte ponctué (Hérault, France).

Le Pélodyte ponctué est une espèce essentiellement nocturne et terrestre, hors de la période de reproduction. En journée, il se réfugie sous les pierres, dans des terriers peu profonds qu'il creuse lui-même, dans les fissures de rochers et dans les murs de pierres sèches. Il est actif toute la nuit. C'est un excellent grimpeur, il peut escalader les surfaces lisses et collant son ventre humide sur la paroi (comme les rainettes). Il sait aussi bien nager. A terre, il se déplace en sautant.
- Alimentation

Il se nourrit d'insectes, d'araignées et de vers.
- Hibernation

Il cesse son activité en octobre-novembre. L'hivernage se prolonge jusqu'à la mi-février à mars.

## Reproduction et développement larvaire
En France la période de reproduction commence dès la fin de l'hivernage et s'étend de fin février à début avril. L'activité peut commencer dès janvier, dans le sud de la France. Au Portugal elle a lieu entre novembre et mars.
Dans la région méditerranéenne, l'arrivée de pluies joue un rôle déclenchant pour la reproduction. La température de l'air doit être de 4 °C au minimum. Les pontes s'échelonnent par périodes de plusieurs  semaines au cours de l'année.
Le mâle reproducteur encore terré dans un abri aux abords d'un point d'eau, commence son chant nuptial dès que la température de l'air atteint 4-5 °C. Il poursuit ensuite ses coassements à la surface de l'eau ou sous l'eau. Les mâles chantent souvent en chœur. Les lieux de ponte sont des points d'eau souvent temporaires, peu profonds  et bien ensoleillés.
Le chant sous l'eau consiste en un "co-ak...co-ak" sonore à deux notes pouvant ressembler à un Râle des genêts. Les femelles répondent par un "coo...coo" plutôt faible. Le chant est parfois audible à 300 m. Hors de l'eau, les mâles produisent un "cre-e-e-ek", un peu comme une chaussure grinçante.

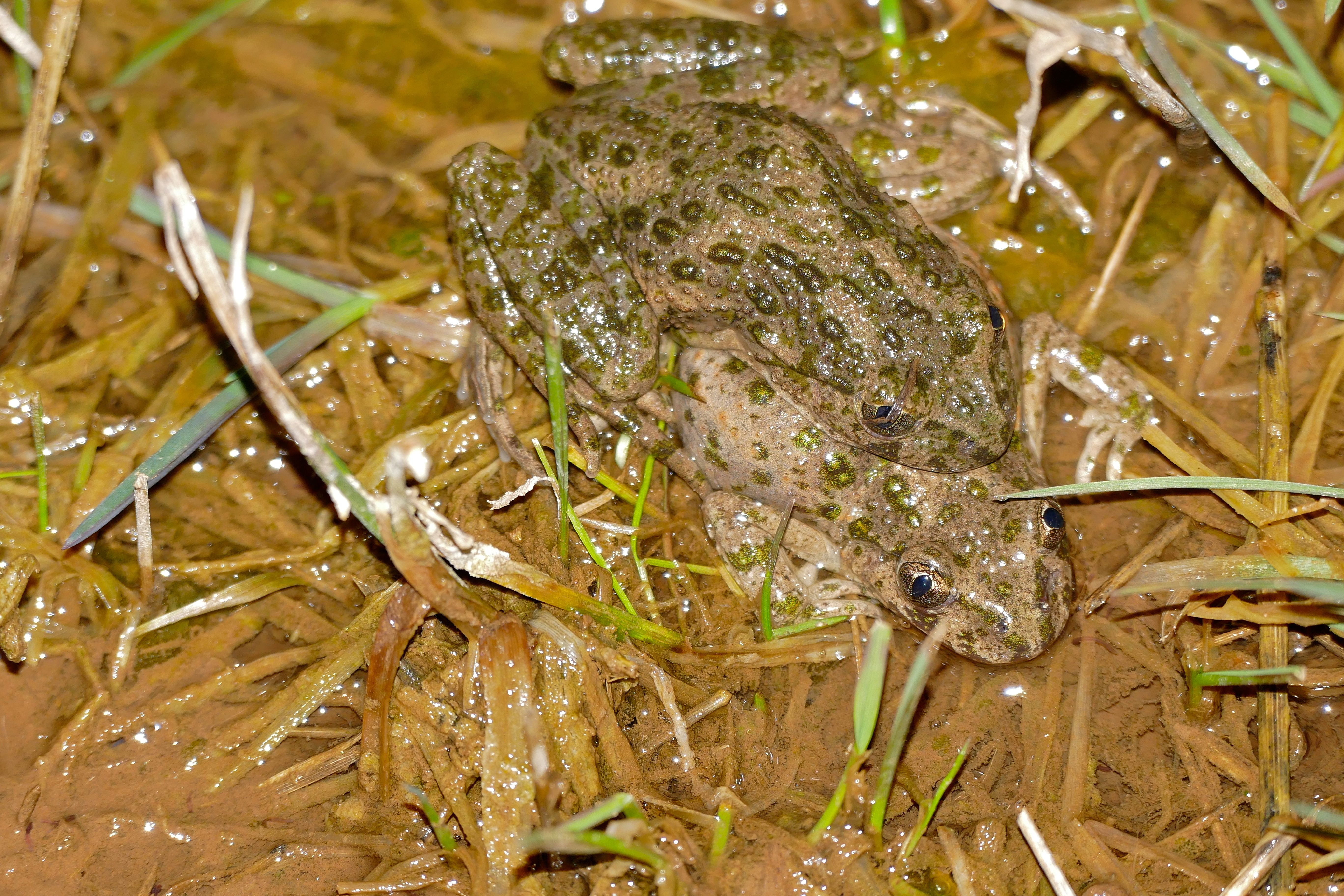
Accouplement

Le mâle s'agrippe fermement sur le dos de la femelle juste à l'aisselle des membres postérieurs (position d'amplexus lombaire). Les coudes du mâle se joignent sous le pubis. L'accouplement dure de 2 à 5 heures. La femelle s'accroche de ses pattes avant à une tige de plante aquatique et expulse un cordon d'œufs qu'elle enroule autour de la tige avec ses pieds et en tournant autour de la tige. Le mâle tout en  l'aidant en tirant sur le cordon, asperge les œufs de sa semence. Elle se déplace ensuite de tige en tige sous l'eau pour déposer plusieurs cordons ou amas. Une ponte compte de 1000 à 1 600 œufs fractionnées en paquets de quelques dizaines à quelques centaines d’œufs.

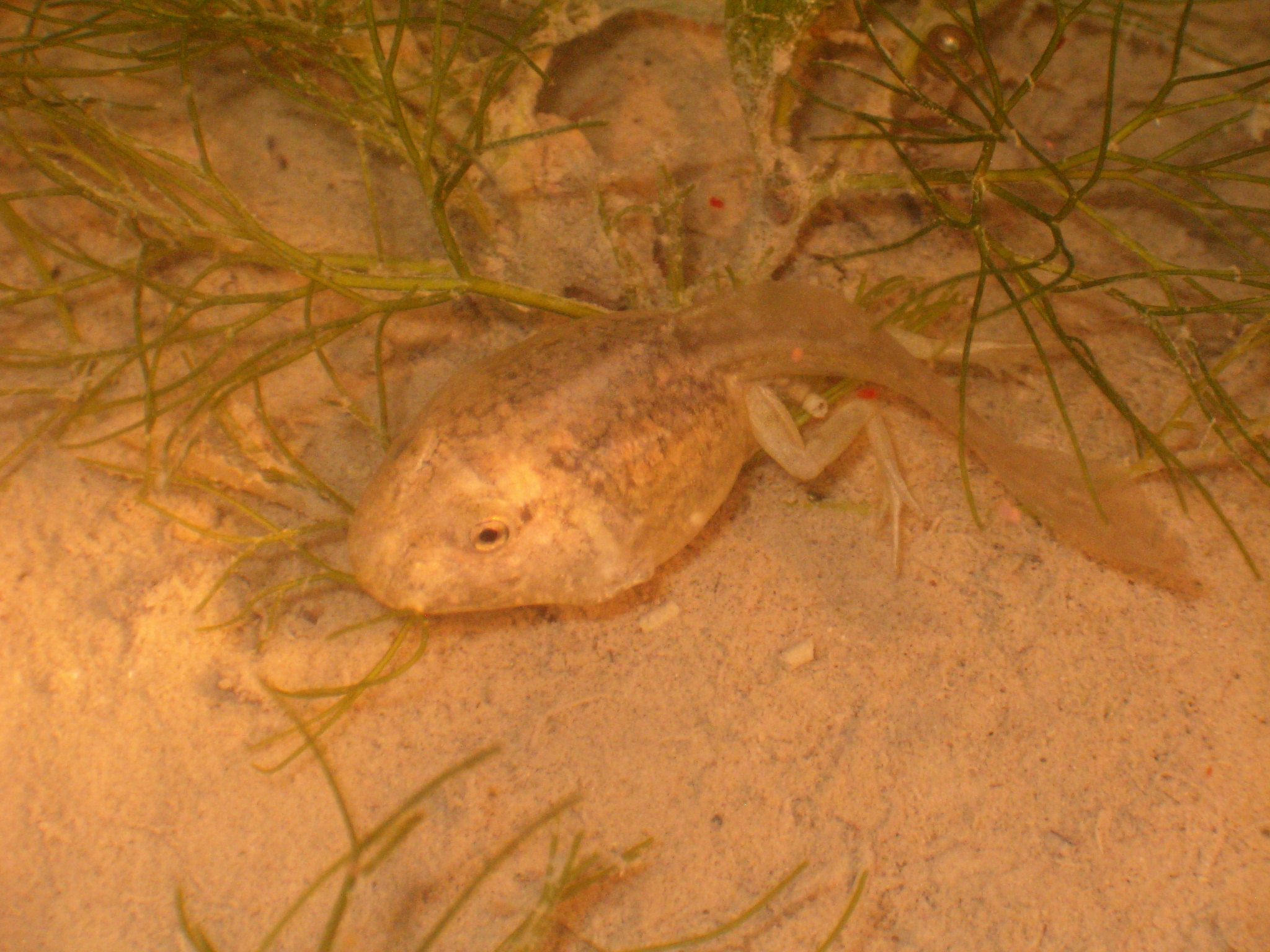
Fig. 4 Têtard (larve) de pélodyte ponctué

Les œufs éclosent rapidement, entre 3 et 19 jours. Les têtards se rassemblent en essaim sur la masse des capsules d’œufs. Ils se développent ensuite durant 2 à 4 mois, voire plus au nord. Lorsque la ponte est tardive, le têtard subit un hivernage avant de se métamorphoser au printemps. Ils sont alors de grande taille (jusqu'à 9 cm). Les têtards peuvent dévorer les pontes des Crapauds calamites.
Les jeunes grenouilles (imagos) mesurent 1,5 à 2 cm.
La maturité sexuelle survient vers 3 ans. La durée de vie est de 15 ans.

## Menaces et protection
La biologie et les menaces pesant sur cette espèce sont assez mal connues. Les populations du nord-ouest de l'Italie semblent particulièrement menacées.
Il n'est pas à exclure que les populations de Pélodytes, comme la plupart des espèces de Lissamphibiens, soient affectées par le morcellement ou la disparition de leur habitat, et la pollution des eaux. Ce petit anoure est principalement menacé par le remblaiement et la pollution des points d'eau.
En France, le Pélodyte ponctué est protégé par l'arrêté du 19 novembre 2007 (article 3), et par la convention de Berne (annexe III). Une des mesures de gestion des zones de reproduction consiste à limiter l'envahissement des mares par les ligneux.
En Wallonie, l'espèce est strictement protégée par la Loi de la Conservation de la Nature du 17 juillet 1973 (annexe IIb).

## Publication originale
- Daudin, 1802 : Histoire naturelle des rainettes, des grenouilles et des crapauds, p. 1-108 (texte intégral).